# إكس آيسل
إكس آيسل هي رواية لليافعين (للكبار) من تأليف الكاتب ستيف أوجارد. نشرت لأول مرة في عام 2009.
تدور أحداثها في المستقبل، بعد أن دمرت الفيضانات الحضارة. تتبع الرواية تجارب صبي يدعى باز عند وصوله إلى "جزيرة إكس" من "البر الرئيسي" البائس بنفس القدر. ترشحت الرواية لجائزة كارنيجي [الإنجليزية].

## القصة
لقد تم جرف العالم في أعقاب الفيضانات التي حدثت عقب الدمار العالمي. في تلك الفترة أصبح الناجون من الفيضانات يتاجرون مع أشخاص من جزيرة إيكس وكان من ضمنهم أطفال وقد تم إختيار الصبيان (باز وراي) من البر الرئيسي لمغادرة البر إلى حياة افتراضية أفضل.
لكن الحياة على جزيرة إكس لم تكن سهلة على الأطفال، حيث كان هناك الواعظ المتشدد (جون) رئيساً لعائلة إكس، وهو الذي اعتبر وفاة بعض الأطفال أثناء العمل تضحيةً وقربانًا لله. لذلك قرر الصبيان ترك الجزيرة عن طريق زرع قنبلة على القارب حيث كان الواعظ يصلي لله، فتحدث بعض المواجهات على القارب بين الواعظ ليوضى وابنه إسحاق والأطفال. وتنتج عن هذه المواجهات أن ألقى باز في البحر الذي هبط في الزورق، وانفجار قنبلة، وإغراق القارب. وتظهر في نهاية الرواية، عودة باز إلى جزيرة إكس وظهور صديقه (راي) الذي اختفى في أثناء المواجهات على القارب بواس.

## الاستقبال
قال باتريك نيس من صحيفة الغارديان إن «جزيرة إكس قصة قوية، حكيمة، ربما تفتقر إلى حادثة كافية لملئ 477 صفحة. إنها قصة متفائلة بشكل مدهش يجب أن يحبها الأولاد.» 